# Clotilde (filla de Clodoveu)
Clotilde fou filla del rei franc Clodoveu I i Clotilde. El seu matrimoni el 517 amb Amalaric, rei dels visigots, va permetre segellar la pau entre els hereus de Clodoveu i els visigots, deu anys després de la batalla de Vouillé. Clotilde fou maltractada pel seu marit perquè volia restar catòlica i no arriana com el seu marit. Es va dirigir al seu germà Khildebert I a qui va enviar un mocador tacat de sang a manera de prova. Khildebert, encoratjat per la seva mare, va atacar Amalaric i va agafar a la seva germana i la va portar de tornada, però Clotilde va morir durant el viatge. Fou enterrada al costat de Clodoveu I.